# Else Marie Christiansen
Else Marie Christiansen (ur. 13 maja 1921 w Torstrand, zm. 19 września 2017) – norweska panczenistka, srebrna medalistka mistrzostw świata.

## Kariera
Największy sukces w karierze Else Marie Christiansen osiągnęła w 1947 roku, kiedy zdobyła srebrny medal podczas mistrzostw świata w wieloboju w Drammen. W zawodach tych rozdzieliła na podium Verné Lesche z Finlandii oraz swą rodaczkę Maggi Kvestad. W poszczególnych biegach zajmowała tam czwarte miejsce w biegach na 500 i 3000 m oraz trzecie na dystansach 1000 i 5000 m. Wszystkie biegi wygrała Lesche, pokonując Christiansen z przewagą ponad 20 punktów. Jest to największa różnica między pierwszą a drugą zawodniczką w historii. Był to jedyny medal wywalczony przez nią na międzynarodowej imprezie tej rangi.